# Jamesonia ascendens
Jamesonia ascendens är en kantbräkenväxtart som först beskrevs av Alan Reid Smith och M. Kessler, och fick sitt nu gällande namn av Maarten J.M. Christenhusz. Jamesonia ascendens ingår i släktet Jamesonia och familjen Pteridaceae. Inga underarter finns listade.